# Elizabeth Knepp
Elizabeth Knepp (ou Knipp ; décédée en 1681) est une comédienne, danseuse et chanteuse anglaise de la période de la Restauration.
Ses premières prestations théâtrales connues remontent à 1664, lorsqu'elle est choisie par le dramaturge Thomas Killigrew pour le rôle de Lusetta dans sa pièce Thomaso. Ceci indique qu'elle faisait vraisemblablement partie de sa troupe, la King's Company, à cette période.
À partir de 1666, elle figure dans la distribution de nombreuses pièces, dans lesquelles elle incarne toutes sortes de rôles, aussi bien tragiques que comiques, dont celui de Lady Fidget dans La Provinciale de William Wycherley. De temps à autre, il lui arrivait aussi de réciter les prologues et les épilogues des pièces, ainsi que de chanter et danser au cours des entractes.